# مقاطعة مكراكين (كنتاكي)
مقاطعة مككراكين (بالإنجليزية: McCracken County)‏ هي إحدى المقاطعات في ولاية كنتاكي في الولايات المتحدة الأمريكية.